# Philipp von Rodenstein

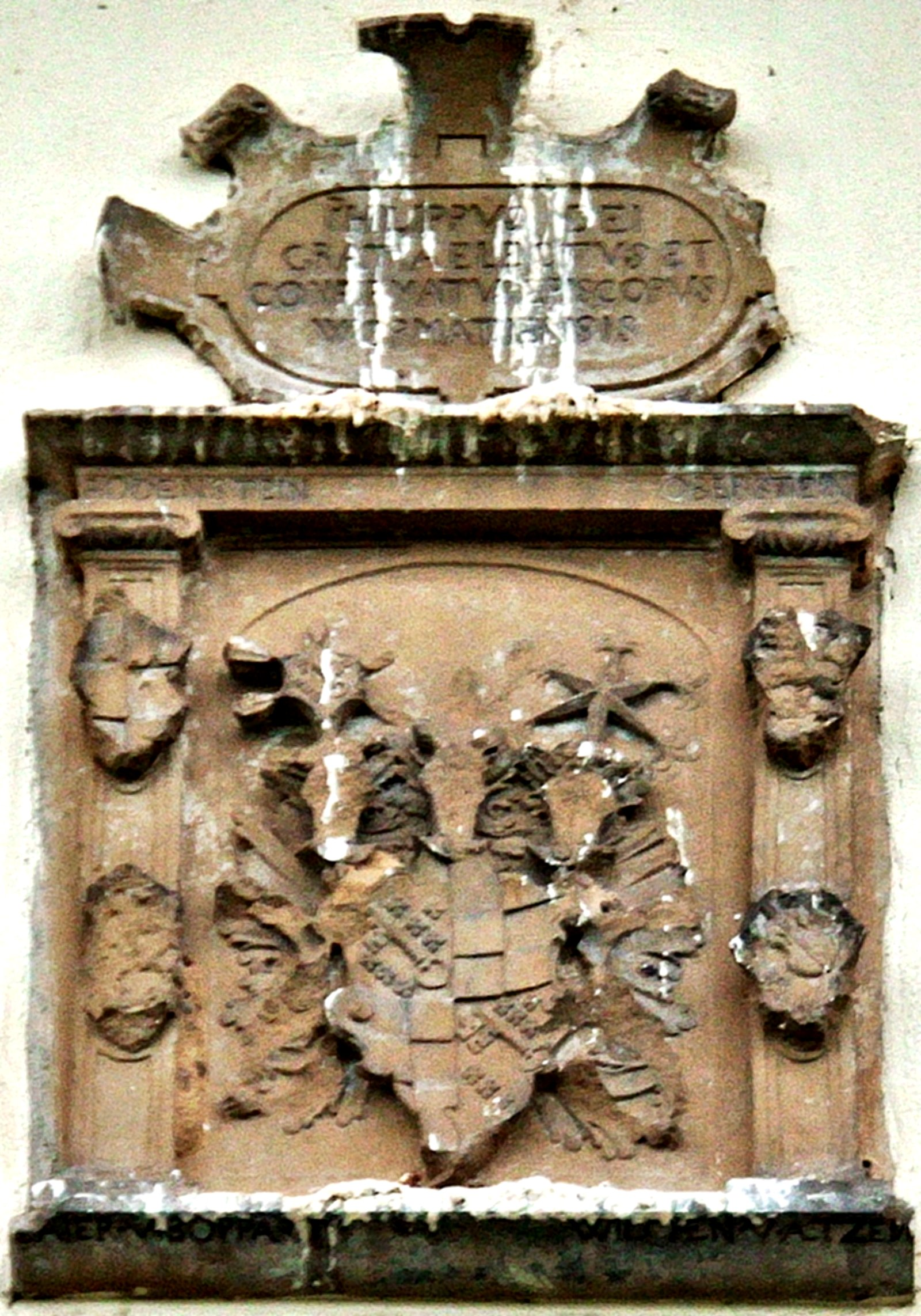
Wappenrelief und Inschrift des Bischofs Philipp I. von Rodenstein, an der östlichen Außenseite des Bischöflichen Schlosses Dirmstein

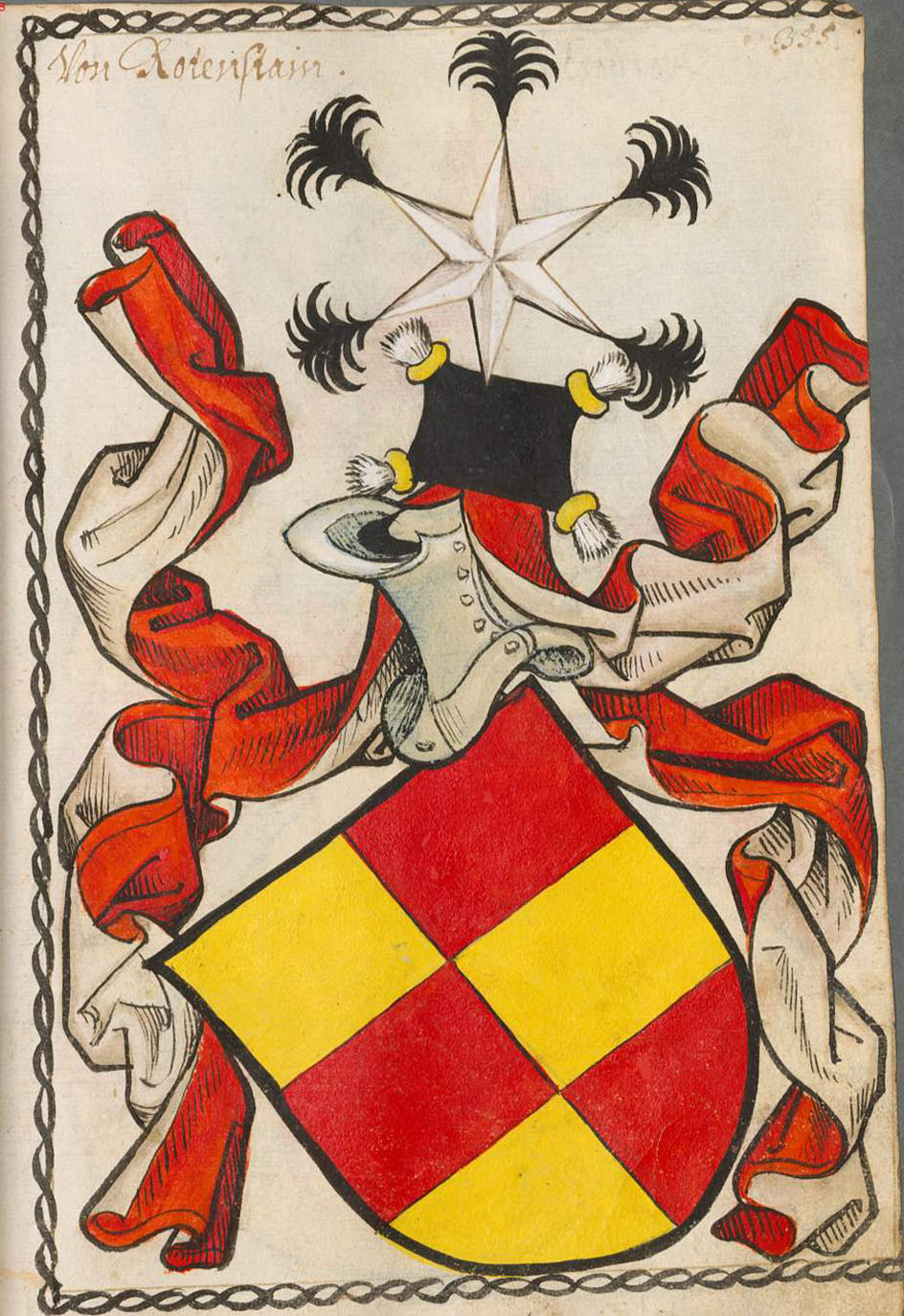
Rodensteiner Wappen im Scheiblerschen Wappenbuch.

Philipp von Rodenstein (* 1564; † 21. März 1604 in Speyer) war ein adeliger deutscher Kleriker und von 1595 bis 1604 Fürstbischof von Worms.

## Herkunft und Familie
Er entstammte dem Adelsgeschlecht von Rodenstein und war der Sohn Engelhards II. von Rodenstein (1512–1568) sowie dessen zweiter Gattin Barbara von Oberstein († 1613). Die Eltern lebten mit ihren Kindern in Dalsheim (der Vater mit seiner 1556 verstorbenen, ersten Frau schon seit 1555) und wurden später in der Wormser Pauluskirche bestattet, wo man ihnen ein schönes Epitaph widmete, das sich derzeit im 
Stadtmuseum Worms befindet. In Dalsheim erinnert noch die Weinlage Burg Rodenstein an den nicht mehr vorhandenen Herrensitz der Familie. Des Bischofs Schwester Agnes von Rodenstein war verheiratet mit Christoph Lerch von Dirmstein, dem Halbbruder von Caspar IV. Lerch von Dirmstein.

## Leben und Wirken
Philipp von Rodenstein wuchs in Dalsheim auf, vermutlich war er auch dort geboren. Nach dem frühen Tod seines Vaters bestellte man den Bruder der Mutter, Andreas von Oberstein, Speyerer Domdekan und weithin bekannter Reformer im Sinne des Konzils von Trient, zu seinem Vormund. 1574 wurde Rodenstein Domizellar am Domstift Worms, 1582–84 absolvierte er das Biennium an der Universität Ingolstadt und studierte von 1584 bis 1591 an den Universitäten Bourges (1584–86), Löwen (1586–87), Bologna (1587–89 bzw. 1590–91) sowie Siena (1589).
1593 avancierte Philipp von Rodenstein zum Kantor, 1595 zum Kustos am Wormser Dom, den 16. September gleichen Jahres wählte man ihn zum Bischof von Worms, welches Amt er bis zu seinem Tode, 1604, bekleidete. Als Bischof nannte man ihn Philipp I. von Rodenstein. Er war bekannt für seinen Pflichteifer und für seine strenge Kirchenzucht. Außerdem bemühte sich der Oberhirte mit großer Sorgfalt um den Erhalt der Kirchen und der Schlösser in seinem Bistum. In diesem Zusammenhang ließ er in Dirmstein die Sommerresidenz der Wormser Bischöfe erneuern und es ist dort bis heute sein Wappenstein mit Inschrift eingemauert. Für den Wormser Dom stiftete er einen neuen Hochaltar mit Weiheinschrift, der jedoch beim Dombrand von 1689 unterging.
Im Fürstbistum Speyer hatte Rodenstein die Würde eines Domkapitulars inne und machte mehrere Stiftungen für den Speyerer Dom. In dieser Eigenschaft vertrat er 1594, zusammen mit dem späteren Bischof Philipp Christoph von Sötern, den Speyerer Bischof Eberhard von Dienheim, als Bevollmächtigter auf dem Reichstag zu Regensburg.
Anlässlich des andauernden Wildfangstreites mit der Kurpfalz reiste Bischof Rodenstein 1597 zu Kaiser Rudolf II. nach Prag, um dort Hilfe zu erlangen. Philipp von Rodenstein starb 1604 in Speyer, wohin er sich im Auftrag des Kaisers begeben hatte um einen Reichsdeputationstag zu eröffnen.

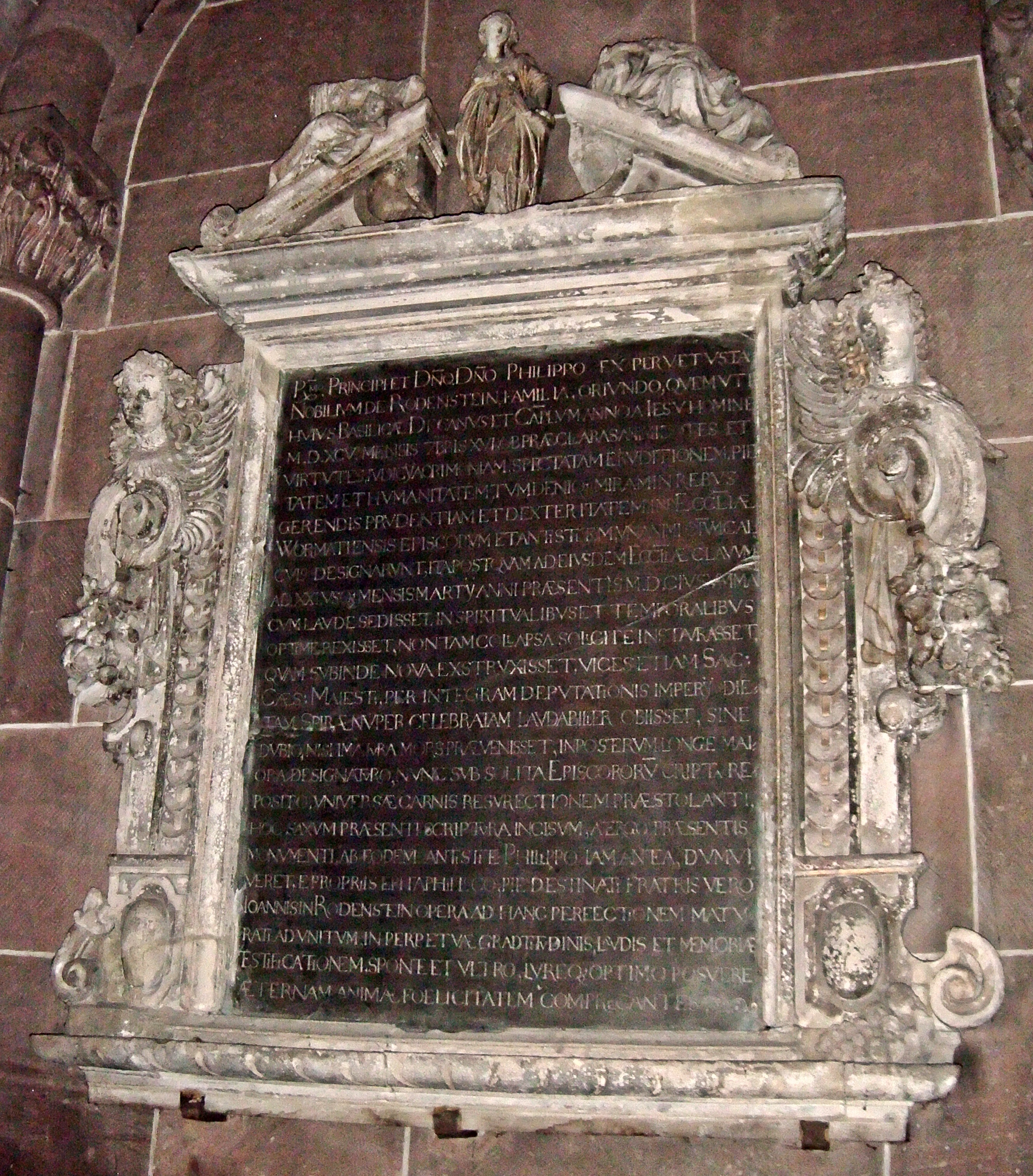
Epitaph im Westchor des Wormser Domes (Rest des Grabmals)

Er wurde im Dom zu Worms beigesetzt und erhielt dort ein Grabdenkmal mit seiner Statue. Das Denkmal wurde zerstört, die stark beschädigte Grabplatte befindet sich heute im Stadtmuseum Worms, die Tafel mit der Grabinschrift existiert noch im Westchor des Domes. Darin heißt es u. a.:

„Dem Hochwürdigen Fürsten und Herrn, Philipp, aus dem Geschlecht der Edlen zu Rodenstein stammend, den Dekan und Kapitel dieser Basilika im Jahre der Menschwerdung Jesu Christi, 1595, am 16. September, wegen seiner vortrefflichen Geistesgaben und Vorzüge, der Schärfe seines Urteils, seiner bewährten Gelehrsamkeit, Frömmigkeit und Menschlichkeit, schließlich wegen seiner wunderbaren Klugheit und Geschicklichkeit die Geschäfte zu führen, einmütig, mit den Stimmen aller, zum Bischof und Vorsteher der Wormser Kirche wählten...“

Der spätere Wormser Bischof Georg Anton von Rodenstein war über die väterliche Familienlinie (Rodenstein) der Enkel seines Cousins; über die mütterliche Familienlinie (Oberstein) jedoch sein eigener Cousin.

## Galerie

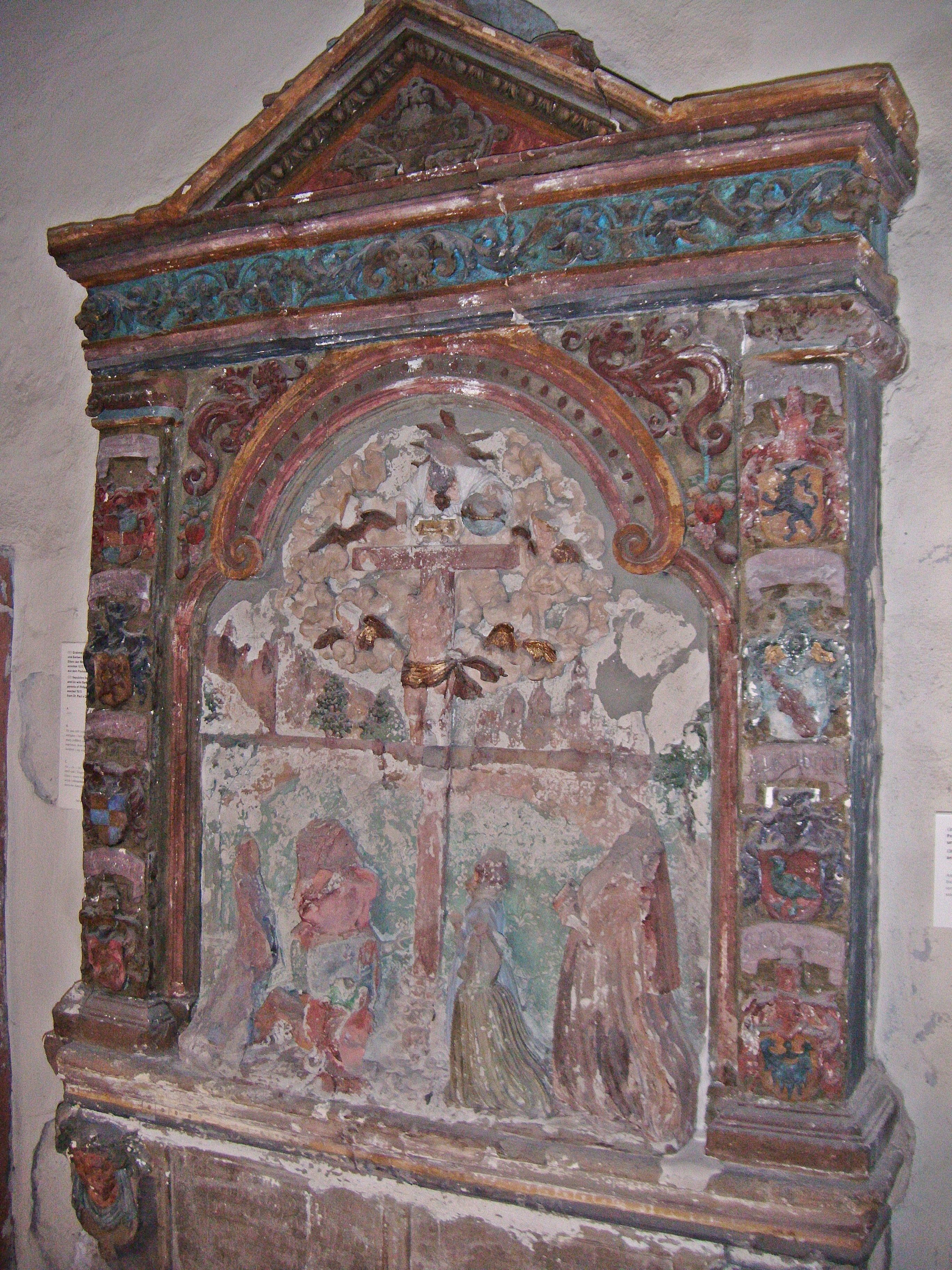
Beschädigtes Wappenepitaph der Eltern im Stadtmuseum Worms
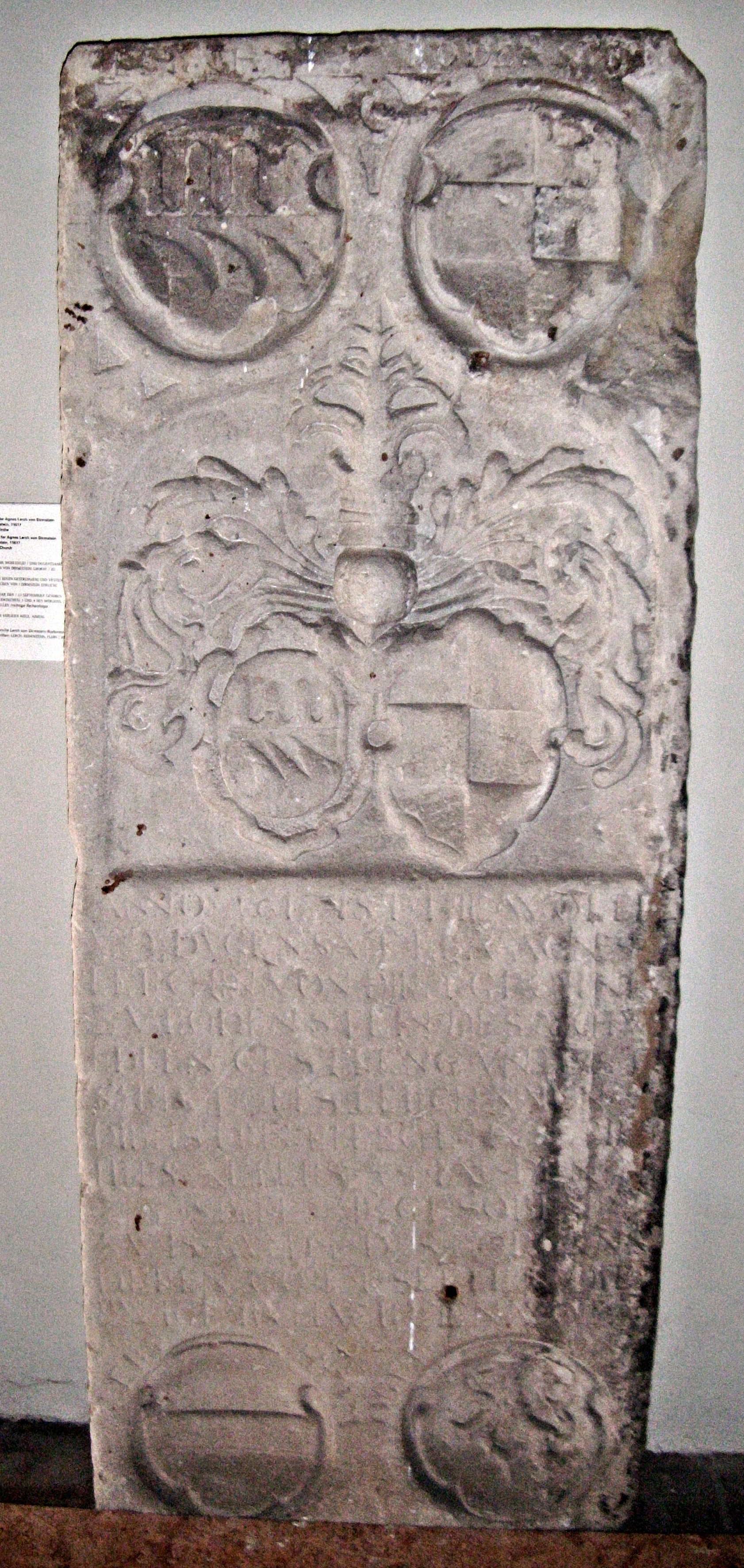
Grabstein der Schwester Agnes Lerch von Dirmstein geb. von Rodenstein († 1617), Stadtmuseum Worms